# Dendrophylax funalis
Dendrophylax funalis é uma espécie de orquídea, família Orchidaceae, endêmica da Jamaica, onde cresce em áreas bastante úmidas e abafadas. Trata-se de planta epífita, monopodial, com caule insignificante e efêmeras folhas rudimentares, cominflorescências racemosas que brotam diretamente de um nódulo na base de suas raízes. As flores são grandes (6 cm), vistosas, perfumadas, e tem um longo nectário na parte de trás do labelo.

## Publicação e histórico
- Dendrophylax funalis (Sw.) Benth. ex Rolfe, Gard. Chron., III, 4: 533 (1888).

Sinônimos homotípicos:
- Epidendrum funale Sw., Prodr. Veg. Ind. Occ.: 126 (1788).
- Limodorum funale (Sw.) Sw., Nova Acta Regiae Soc. Sci. Upsal. 6: 79 (1799).
- Oeceoclades funalis (Sw.) Lindl., Gen. Sp. Orchid. Pl.: 237 (1833).
- Trichocentrum funale (Sw.) Lindl., Edwards's Bot. Reg. 23: t. 1951 (1837).
- Angraecum funale (Sw.) Lindl., Gard. Chron. 1846: 135 (1846).
- Aeranthes funalis (Sw.) Rchb.f. in W.G.Walpers, Ann. Bot. Syst. 6: 902 (1864).
- Polyrrhiza funalis (Sw.) Pfitzer in H.G.A.Engler & K.A.E.Prantl (eds.), Nat. Pflanzenfam. 2(6): 215 (1889).
- Angorchis funalis (Sw.) Kuntze, Revis. Gen. Pl. 2: 651 (1891).